# Yves Cornière
Yves Cornière (Parigi, 29 ottobre 1934 – Parigi, 29 novembre 2011) è stato un compositore francese.
Ottenne il primo premio per la migliore composizione al "Prix de Rome" nel 1963. Fu inoltre organista ed ebbe una carriera di direttore d'orchestra, alla quale pose termine nel 1980.

## Infanzia
Nasce nel 1934 a Parigi, da padre organista (André Cornière) e da madre pianista (Simone Tissier). È il fratello di Anne Sendrez, ballerina e coreografa. Sin dalla prima infanzia è a contatto con l'universo della musica e compone il suo primo pezzo, intitolato Aria di caccia, all'età di sette anni, ed in seguito una Danza araba, all'età di dieci anni.

## Studi
È da un'allieva di Alfred Cortot, Madeleine Bascourret de Gueraldi, che viene iniziato allo studio del pianoforte. Un evento che lo segnerà nella sua sensibilità musicale, perché conserverà una predilezione per l'opera di Chopin, interpretata da Cortot. Giovanissimo, compone una Danza africana (1947) e una Rapsodia ungherese (1949). All'età di quindici anni, viene ammesso al Conservatorio. Poi raggiunge le classi di armonia e composizione di Jeanne Leleu e ottiene un Primo premio di Armonia (1959). Compone, poco dopo, la melodia de L'Absence (opus 8) (1962). Al conservatorio si orienta verso la direzione d'orchestra, al cui corso è ammesso nel 1962; compone poi una Odelette (opus 11), e uno Scherzo in mi bemolle per piano e orchestra (opus 12). Ottiene poi il primo "Accessit" di Direzione d'Orchestra con Manuel Rosenthal, e quello di composizione con Tony Aubin

## Il premio di Roma (1963-1966)
Nel 1963, è ammesso al concorso di composizione "Premio di Roma" con un Opus Fuga 13a (Raymond Gallois-Montbrun) e la partitura per coro Cieli opus 13b (Germain Nouveau). Nello stesso anno ottiene il primo premio, grazie ad un lavoro sinfonico su una poesia lirica di Robert Desnos: Gli uomini sulla terra, di cui riportiamo le prime strofe: "Nous étions quatre autour d'une table Buvant du vin rouge et chantant Quand nous en avions envie. Une giroflée flétrie dans un jardin à l'abandon Le souvenir d'une robe au détour d'une allée, Une persienne battant la façade, Le premier dit : « Le monde est vaste et- le vin est bon ».
Dal 1964 al 1966 risiede a Villa Medici, a Roma. Vi compone un Ave Maria Stella, coro a cappella (opus 16), che viene eseguito per l prima volta presso la residenza. Partecipa ad un concerto con tre canzoni per voce e orchestra su poesie di Henri de Regnier e Gabriele D'Annunzio: Odelette, Salomé, Sur une image de la France croisée peinte par Romaine Brooks, che sono stati interpretati dal Dr. Vercelli. A Roma, ha continuato i suoi studi di direzione d'orchestra con Franco Ferrara, al Conservatorio Santa Cecilia.

## Direttore d'orchestra e organista (1967-1974)
Dal 1967 al 1969, soggiorna in Turchia e in Bulgaria. Viene invitato dal gruppo dei cinque principali compositori turchi (tra cui Ulvi Gemal Erkin, Ahmet Adanan Saygun et Necil Kazim Akses) per occupare l'incarico di Professore di armonia al Conservatorio di Stato d'Ankara.  Dal 1928, Ataturk aveva pregato Saygun di rendersi in Francia con lo scopo di stabilire relazioni strette a livello culturale con i paesi dell'Europa de l'Ovest. I cinque turchi furono i primi ad adattare la tradizione musicale della loro patria alle tecniche di composizione classica occidentale. In omaggio alla calorosa accoglienza in Turquie, che lo segnò profondamente, Yves Cornière compose la Suite Turquoise, di cui uno dei temi di un pezzo (in particolare quello della Siciliane) traduce una chiara influenza orientale.
Nel 1969 trascorre tre mesi in Bulgaria, dove dà due concerti come direttore e registra per la Radio Ankara un lavoro per tromba e organo. Tornato in Francia nel 1974, succede a suo padre, André Cornière, alla direzione dei grandi organi Beuchet-Debierre nell'église Saint-Lambert de Vaugirard a Parigi.

## La composizione (1994-2011)
L'esigenza della scrittura prevale e lascia la direzione d'orchestra, dedicandosi interamente alla composizione. Nel 1994, inizia il lavoro che lo occupò per gli ultimi venti anni della sua vita, e che considerava come il suo testamento spirituale, La "Suite Turquoise", un titolo in omaggio al suo soggiorno in Turchia. Composto da 6 parti (Ouverture, Andante, Minuetto, Siciliana, Notturno e Toccata), scrive per ognuna una tripla versione: pianoforte solo, pianoforte e orchestra, orchestra sinfonica.
Colpito da un male incurabile, muore all'età di 77 anni, senza aver avuto il tempo di sentire la sua opera eseguita. Pochi giorni prima di morire ritoccava ancora le sue partiture, anche se riteneva la Suite Turquoise finalmente completata. Riposa nel paesino di Triel-sur-Seine, vicino a Parigi, dove ha trascorso la sua infanzia e gli ultimi vent'anni della sua vita.

## Estetica
Se per quanto riguarda la forma e la scrittura Yves Cornière fu fortemente influenzato da Bach, Yves Cornière è di sensibilità romantica e francese, vicino alla musica di Chopin, Debussy, Ravel, e Fauré.
"Eterea, malinconicamente pensosa, sorprendentemente ironica, la musica di Yves Cornière è profondamente radicata nella lezione dei grandi musicisti che hanno fatto la storia della musica francese. Debussy e Ravel e andando ancora indietro Rameau e Couperin, si incontrano virtualmente nella scrittura di questo compositore che ha affidato la ricerca di tutta una vita a pagine toccanti, rifinite con quel labor limae che era il pregio della poesia antica. Di poesia è, infatti, piena la musica di Cornière, levigatissima, ottenuta per sottrazione : eliminando tutto ciò che è inutile effetto, gioco intellettualistico fine a se stesso, Cornière ha raggiunto una scrittura elegante ed essenziale, in cui la voce del passato si rende intimamente nuova e parla al nostro presente, toccando quelle corde intime che vibrano forte in ciascuno di noi quando vengono sfiorate da qualcosa di intensamente bello." Daniela Gangale,  Il Corriere Musicale
"Chi si accosta alla musica di Yves Cornière comprende, fin da subito, che essa si caratterizza per due aspetti ben definiti : è moderna e originale.
La molteplicità di soluzioni armoniche e di modulazioni, la ricerca di effetti timbrici particolari in una varietà continua anche all'interno di una singola composizione, la spesso mutevole dinamicità ritmica che si realizza in risultati di grande effetto sono tutti elementi che trovano riferimento nella musica da fine Ottocento in poi e ne costituiscono i caratteri più specifici.
Ma nelle opere di Cornière si ritrovano anche segni e radici che rinviano ai grandi “classici” quali Bach (per il sostanzioso gioco delle armonie) e Chopin (per certe invenzioni melodiche), così come sono scopertamente presenti suggestioni da Debussy (per l'atmosfera lirica): dunque si tratta di una musica senza dubbio moderna, che tuttavia è saldamente ancorata alla classicità e più in generale alla lezione dei grandi compositori dai più lontani nel tempo a quelli più recenti.
L'originalità (che è la nota più interessante) della musica di Cornière consiste, secondo me, in un procedimento ricorrente in varie composizioni (ad esempio: nella Suite turquoise [nell'Andante e nel Nocturne] e nella Barcarolle fantastique): in avvio c'è l'esposizione di un tema melodico, spesso molto suggestivo, che comunque crea l'attesa per ulteriori sviluppi: ma questi non si attuano, perché il tema iniziale viene come sommerso da un insieme di armonie con le quali esso si fonde e si confonde fino a perdersi, fino a scomparire, perché questo “gioco”, questo intreccio di suoni fa nascere un nuovo tema, cioè una nuova prospettiva melodica per la quale si rinnova l'attesa di ulteriori sviluppi che ancora una volta non ci saranno: così la composizione si configura come un “tessuto”,  un incontro di melodie e di armonie coesistenti in perfetto e quasi magico equilibrio.
A proposito di armonia e di timbrica: esse sono così sviluppate e così “sofisticate” che risultano spesso più proprie di una scrittura orchestrale che pianistica.
Yves Cornière in alcuni casi (ad esempio, nella Toccata del 1960 e nell'Ouverture e Toccata della Suite turquoise) si rivela anche come formidabile “virtuoso”, cioè raffinato e smaliziato conoscitore di tecnica musicale: il pianista che affronta questi pezzi deve sudare le proverbiali sette camicie per ottenere un'esecuzione quale l'autore l'ha intesa e l'ha indicata con la sua scrittura." Testo critico scritto del Professore e pianista Giuseppe Meini
La musicologa francese Pierette Germain-David scrive a proposito del Trio (per piano, violoncello e violino) : " ...l'opera si snoda con magnifici flussi melodici e agili combinazioni di linee tra gli strumenti che i partecipanti hanno ben messo in valore. S'indovina la sincera implicazione del compositore nel rispetto della scrittura classica di cui adotta facilmente le convenzioni ma con l'originalità del suo stile tanto poetico quanto spirituale."
Il musicista Sébastien Villers che ha trascritto la Suite Turquoise per orchestra scrive : "Il mio lavoro di copia della Suite Turquoise d'Yves Cornière mi ha permesso di apprezzare l'esigenza e l'estrema precisione della scrittura del compositore che non lascia niente al caso, in particolare in materia di interpretazione. Un segno di espressione preciso è attribuito ad ogni punto contrappunto, a volte un'indicazione completa. Il carattere sapiente dell'opera è certo malgrado la sua accessibilità acustica."

## Composizioni

### Anni 1944-1949
- Air de chasse op. 1 (en sol M) (1941)
- Suite enfantine op.2 (1942-45)* Swing, pour piano
- Danse arabe en ut majeur (1944)
- Suite enfantine op. 3 (1947-49)
- Danse africaine (1947)
- Rapsodie hongroise (1949)

### Anni 1961-62
Trio per piano, violino e violoncello

### Anni 1965-1966
- Ave Maria Stella, per Coro misto a cappella, in prima esecuzione alla radio italiana, Rai, Roma 1965 (durata : 9 minuti)
- Trois mélodies, per Canto e Orchestra su poemi di Henri de Régnier e Gabriele d'Annunzio
  - Odelette
  - Salomé
  - Sur une image de la France Croisée
- Prima diffusione alla radio italienne, Rai, Roma 1966 (durata : 12 minuti)
- Opere diffuse anche da l'Office de Radio-télévision Française (O.R.T.F.)
- Larghetto, per pianoforte e orchestra da camera
- Arioso, per trio d'archi o fiati, o organo o pianoforte
- Bagatelle, neo-barocco per pianoforte

### Anno 1989
- Trois Flores – sinfonie, orchestrazioni (Parigi, 1989)
  - F. Chopin
    - Studio in fa maggiore (Op.10 n°8) 2,30
    - Preludio in re bemolle 4: 15
    - Studio in do maggiore 	1: 30
    - Notturno in do minore (n°13) 4: 45
    - Studio in fa diesis minore (Op 10 n°4) 2:15 : (3,2,2,2:2 Tr, 4 Crs,2 Tn, Timb, cordes) 15:15

  - Supplemento : 3 Studi (1990)
    - in Mi maggiore (op.10n°31)
    - in Mi minore (op.25)
    - in Do minore (op.10 n°12)

  - César Franck
    - Pastorale 8:30
    - Cantabile 3:30
    - Allegretto cantando3:30
    - Troisième Choral 8:00 (stesso organico orchestrale + 1 trombone e 1 contrabbasso) 23:30

  - Claude Debussy
    - En bateau 3:30
    - Clair de Lune 4:00
    - Arabesque 3:30
    - La fille au cheveux de lin 2:00
    - Ballet 3:30 (stesso organico orchestrale con 2 arpe in sostituzione di trombone e contrabbasso) 16.30

### Anni 1992-2011
Suite Turquoise, opere scritte per piano solo, piano e orchestra e versione per orchestra sinfonica
- Ouverture
- Andante
- Menuetto
- Sicilienne
- Notturno
- Toccata

## Premi
- 1º premio di Armonia (1959) (Jeanne Leleu)
- 1º Premio di direzione d'orchestra (1963) (Manuel Rosenthal)
- 1º Premio di Composizione (1963) (Tony Aubin)
- Primo al Grand Prix di Roma (1963)
- Docente di Educazione Musicale della Città di Parigi (1963)
- Membro della società dei Compositori, Autori di Musica (SACEM) 1966
- Organista dei Grandi Organi di St.Lambert di Parigi (1974-1998)

## Carriera
- Professore di educazione musicale nella città di Parigi, 1958-1963
- Docente di classe di Armonia al Conservatorio Nazionale Superiore di Musica di Parigi, 1960-1961
- Professore di armonia al Conservatorio di Ankara, Turchia 1967-1969
- Organista titolare dei Grandi Organi di St.Lambert di Parigi 1974-1998